# Dimple Hayathi

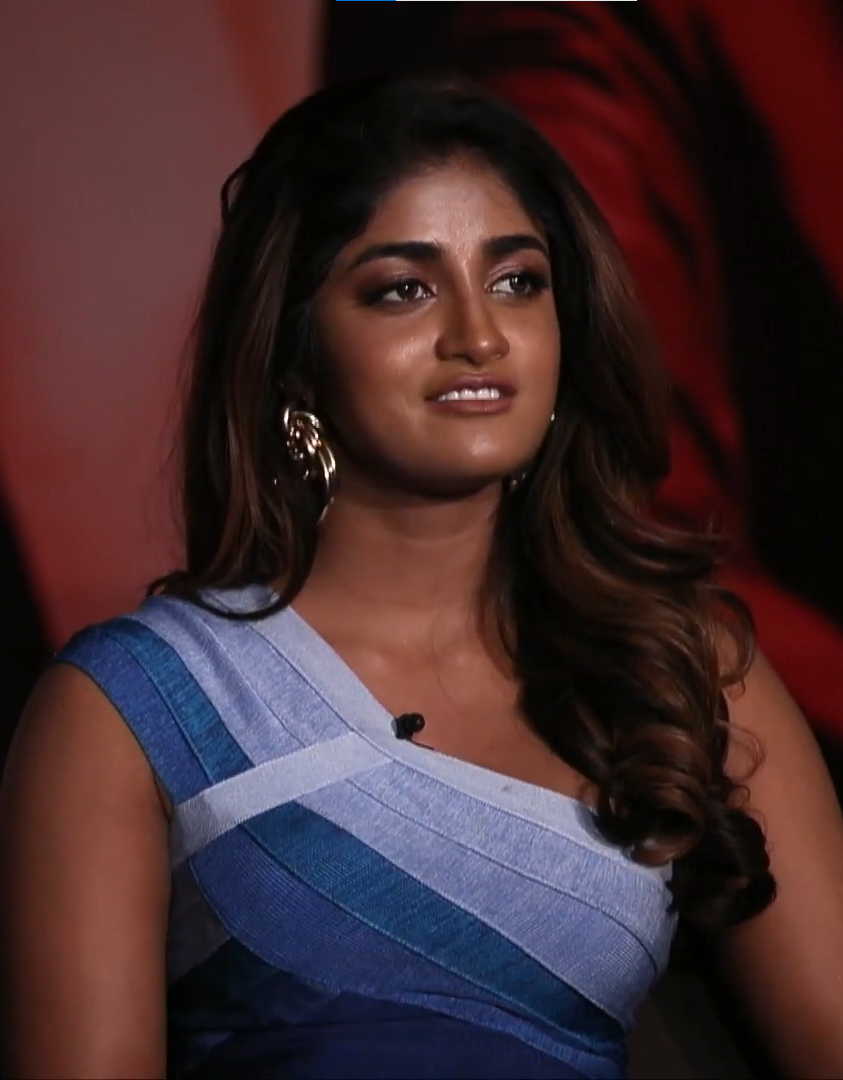
Dimple Hayathi

Dimple Hayathi (Telugu డింపుల్ హయాతి; * 21. August 1998 in Vijayawada) ist eine indische Schauspielerin.

## Leben und Karriere
Hayathi wurde am 21. August 1998 in Vijayawada geboren. Später wuchs sie in Hyderabad auf. Ihr Debüt gab sie 2017 in dem Film Gulf. Anschließend war sie 2019 in Devi 2 zu sehen. Im selben Jahr trat sie in Gaddalakonda Ganesh auf. Unter anderem spielte sie 2021 in Atrangi Re mit. Unter anderem bekam Hayathi in dem Film Veeramae Vaagai Soodum die Hauptrolle. 2023 setzte sie ihre Karriere in Ramabanam fort.

## Filmografie
- 2017: Gulf
- 2019: Devi 2
- 2019: Gaddalakonda Ganesh
- 2020: Eureka
- 2021: Atrangi Re
- 2022: Veeramae Vaagai Soodum
- 2022: Khiladi
- 2023: Ramabanam